# Lotivka, Șepetivka
Lotivka (în ucraineană Лотівка) este localitatea de reședință a comunei Lotivka din raionul Șepetivka, regiunea Hmelnîțkîi, Ucraina.

## Demografie
Componența lingvistică a localității Lotivka
     Ucraineană (97,71%)
     Rusă (2,04%)
     Alte limbi (0,25%)
Conform recensământului din 2001, majoritatea populației localității Lotivka era vorbitoare de ucraineană (97,71%), existând în minoritate și vorbitori de rusă (2,04%).